# Friedolsheim
Ne doit pas être confondu avec Friedelsheim.
Friedolsheim [fʁidɔlsaim]  est une commune française située dans la circonscription administrative du Bas-Rhin et, depuis le 1er janvier 2021, dans le territoire de la Collectivité européenne d'Alsace, en région Grand Est.
Cette commune se trouve dans la région historique et culturelle d'Alsace.

## Géographie

### Localisation
Friedolsheim est un petit village de l'arrière-Kochersberg, entre le pied des Vosges et la plaine d'Alsace, à 12 km de Saverne et 27 km de Strasbourg.
Le Heiligengraben est la rivière qui coule à Friedolsheim. Elle prend sa source au nord du village, au ban Steiel, est rejointe par quelques ruisseaux venant de Wolschheim, par la Gænsbach venant de Kleingœft, la Rosslaufgraben venant de Sæssolsheim, et se jette finalement dans la Rohrbach à Landersheim (qui rejoindra la Zorn à Hochfelden).
La commune fait partie de l'arrondissement de Saverne. Avant le redécoupage cantonal de 2014, Friedolsheim faisait partie du canton de Hochfelden et de l'arrondissement de Strasbourg-Campagne. En 2014, le village a été intégré au canton de Saverne, et à la suite de la suppression de l'arrondissement de Strasbourg-Campagne au 1er janvier 2015, la commune a rejoint son arrondissement actuel.

### Communes limitrophes
| Altenheim   | Littenheim   |             |
| Wolschheim  | Friedolsheim | Sæssolsheim |
| Mænnolsheim | Landersheim  |             |

### Hydrographie
La commune est dans le bassin versant du Rhin au sein du bassin Rhin-Meuse. Elle est drainée par le ruisseau le Rohrbach et le ruisseau le Rosslaufgraben,.
Le Rohrbach, d'une longueur de 18 km, prend sa source dans la commune de Wolschheim et se jette  dans la canal de la Marne au Rhin à Hochfelden, après avoir traversé douze communes. 

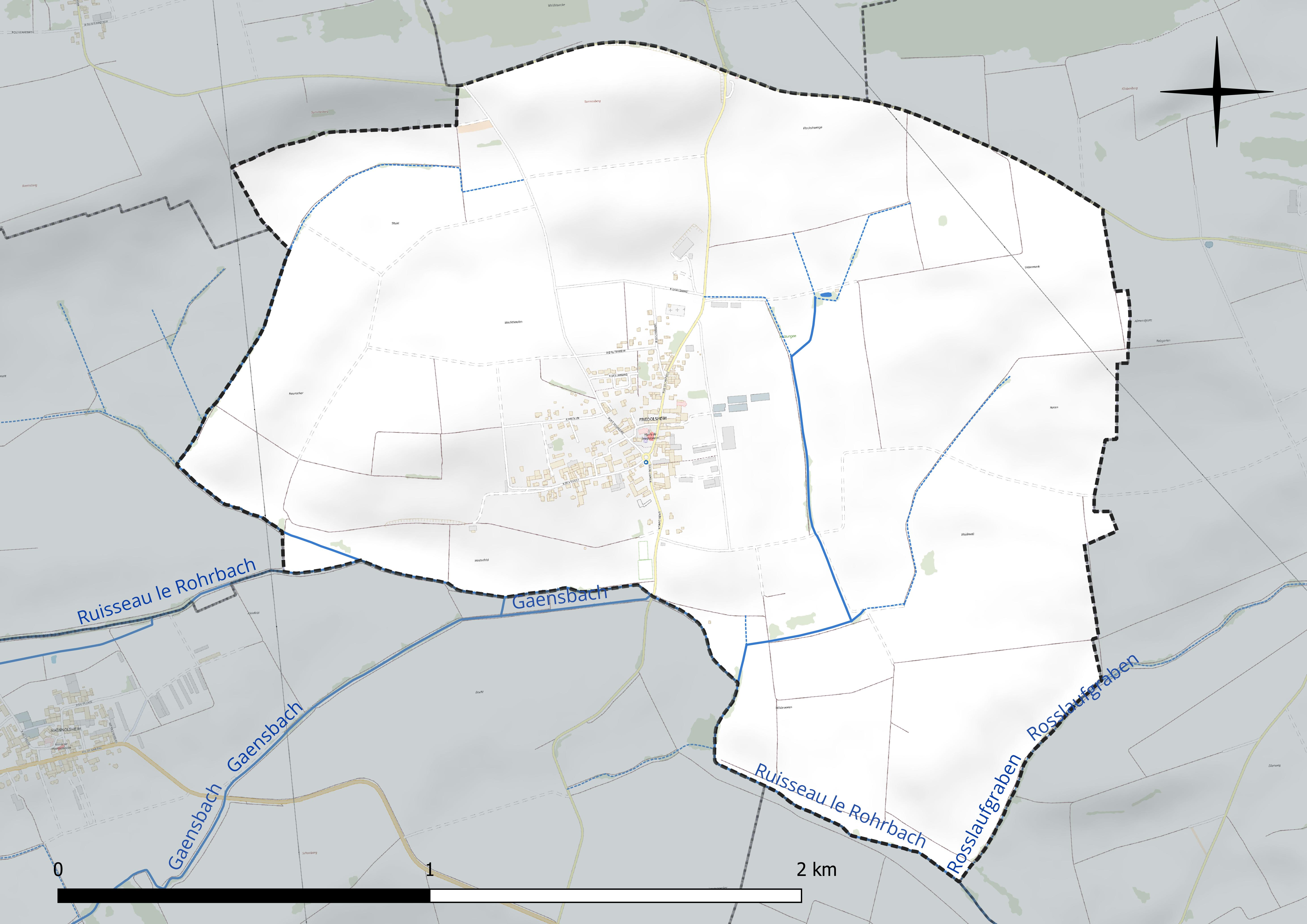
Réseau hydrographique de Friedolsheim.

### Climat
Pour des articles plus généraux, voir Climat du Grand Est et Climat du Bas-Rhin.
En 2010, le climat de la commune est de type climat des marges montargnardes, selon une étude du Centre national de la recherche scientifique s'appuyant sur une série de données couvrant la période 1971-2000. En 2020, Météo-France publie une typologie des climats de la France métropolitaine dans laquelle la commune est exposée à un climat semi-continental et est dans la région climatique  Vosges, caractérisée par une pluviométrie très élevée (1 500 à 2 000 mm/an) en toutes saisons et un hiver rude (moins de 1 °C). 
Pour la période 1971-2000, la température annuelle moyenne est de 10,3 °C, avec une amplitude thermique annuelle de 17,5 °C. Le cumul annuel moyen de précipitations est de 764 mm, avec 10,1 jours de précipitations en janvier et 10,2 jours en juillet. Pour la période 1991-2020, la température moyenne annuelle observée sur la station météorologique de Météo-France la plus proche, « Waltenheim-sur-zorn », sur la commune de Waltenheim-sur-Zorn à 12 km à vol d'oiseau, est de 11,3 °C et le cumul annuel moyen de précipitations est de 652,2 mm. 
La température maximale relevée sur cette station est de 38 °C, atteinte le 7 août 2015 ; la température minimale est de −14,9 °C, atteinte le 20 décembre 2009,,. 
Les paramètres climatiques de la commune ont été estimés pour le milieu du siècle (2041-2070) selon différents scénarios d'émission de gaz à effet de serre à partir des nouvelles projections climatiques de référence DRIAS-2020. Ils sont consultables sur un site dédié publié par Météo-France en novembre 2022.

## Urbanisme

### Typologie
Au 1er janvier 2024, Friedolsheim est catégorisée commune rurale à habitat dispersé, selon la nouvelle grille communale de densité à sept niveaux définie par l'Insee en 2022.
Elle est située hors unité urbaine. Par ailleurs la commune fait partie de l'aire d'attraction de Strasbourg (partie française), dont elle est une commune de la couronne,. Cette aire, qui regroupe 268 communes, est catégorisée dans les aires de 700 000 habitants ou plus (hors Paris),.

### Occupation des sols
L'occupation des sols de la commune, telle qu'elle ressort de la base de données européenne d’occupation biophysique des sols Corine Land Cover (CLC), est marquée par l'importance des territoires agricoles (91,4 % en 2018), en diminution par rapport à 1990 (100 %). La répartition détaillée en 2018 est la suivante : 
terres arables (91,3 %), zones urbanisées (8,6 %). L'évolution de l’occupation des sols de la commune et de ses infrastructures peut être observée sur les différentes représentations cartographiques du territoire : la carte de Cassini (XVIIIe siècle), la carte d'état-major (1820-1866) et les cartes ou photos aériennes de l'IGN pour la période actuelle (1950 à aujourd'hui).

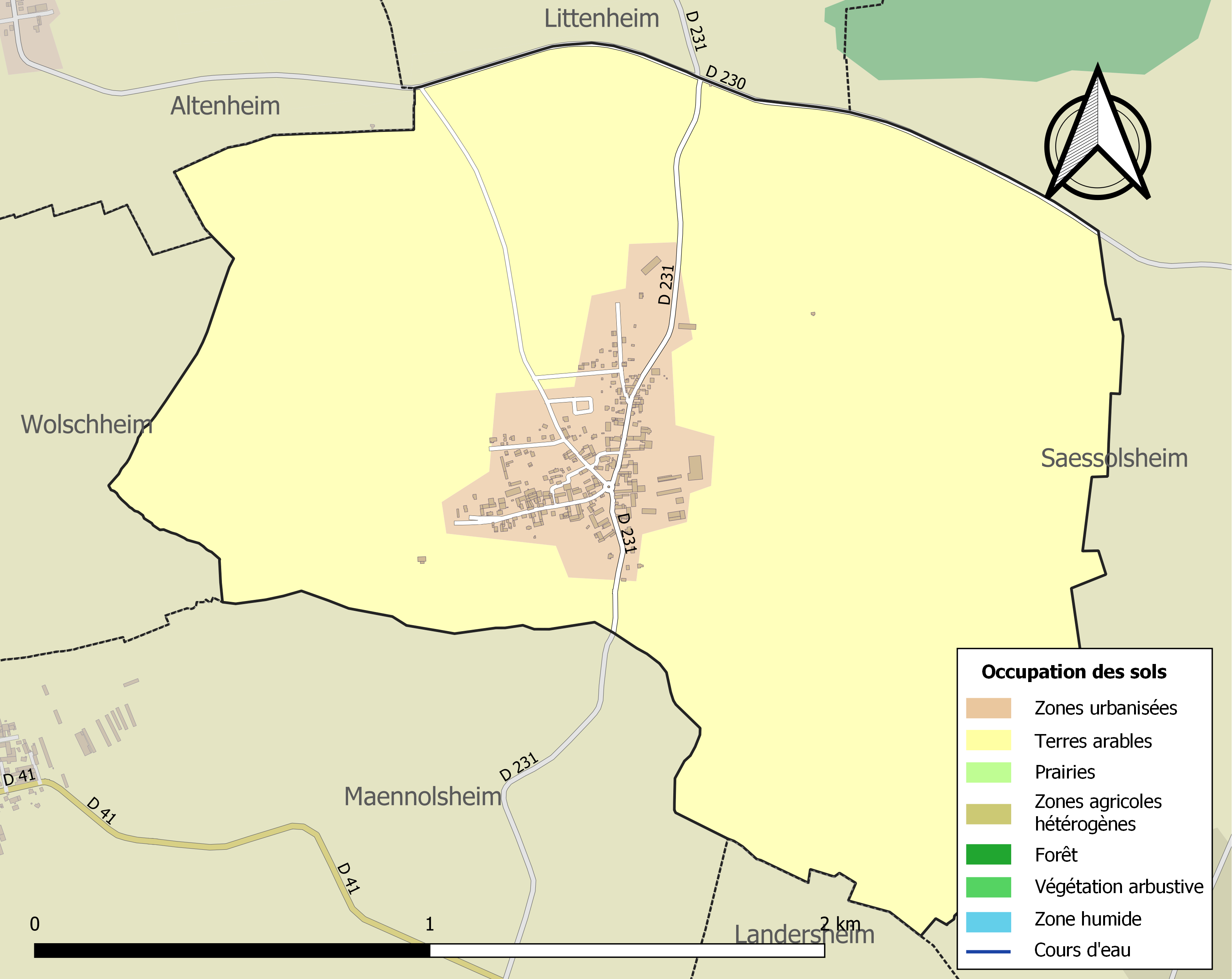
Carte des infrastructures et de l'occupation des sols de la commune en 2018 (CLC).

## Histoire
Les origines du village remontent à l'Antiquité ; on a retrouvé d'abondants vestiges gallo-romains et des traces de voie romaine datant du IIe siècle, mais la première trace écrite de Friedolsheim remonte à 770. L'abbaye de Fulda y avait ses biens. En 826, le village s'appelait Friedesheim et faisait partie des Grafschaftsdörfer.
L'ancien village impérial faisait partie du bailliage du Kochersberg et constituait une possession indivise administrée conjointement par l'évêque de Strasbourg et l'Empereur. La moitié de ce dernier fut acquise par la ville de Strasbourg en 1496. Friedolsheim était une annexe de Maennolsheim jusqu'en 1343. À partir de cette année, le village devint un kaplanei vicariat, dépendant du chapitre rural de Betbur. En 1803, le village devient une paroisse autonome.

## Politique et administration

### Liste des maires
| Période                                  | Période  | Identité     | Étiquette | Qualité |
| ---------------------------------------- | -------- | ------------ | --------- | ------- |
| Les données manquantes sont à compléter. |          |              |           |         |
| 2001                                     | mai 2020 | Adrien Heitz |           |         |
| mai 2020                                 | En cours | André Schott |           |         |

## Population et société

### Démographie
L'évolution du nombre d'habitants est connue à travers les recensements de la population effectués dans la commune depuis 1793. Pour les communes de moins de 10 000 habitants, une enquête de recensement portant sur toute la population est réalisée tous les cinq ans, les populations de référence des années intermédiaires étant quant à elles estimées par interpolation ou extrapolation. Pour la commune, le premier recensement exhaustif entrant dans le cadre du nouveau dispositif a été réalisé en 2005.

En 2022, la commune comptait 266 habitants, en évolution de +11,3 % par rapport à 2016 (Bas-Rhin : +3,17 %, France hors Mayotte : +2,11 %).
| 1793 | 1800 | 1806 | 1821 | 1831 | 1836 | 1841 | 1846 | 1851 |
| ---- | ---- | ---- | ---- | ---- | ---- | ---- | ---- | ---- |
| 160  | 230  | 292  | 293  | 253  | 299  | 303  | 299  | 306  |

| 1856 | 1861 | 1866 | 1871 | 1875 | 1880 | 1885 | 1890 | 1895 |
| ---- | ---- | ---- | ---- | ---- | ---- | ---- | ---- | ---- |
| 300  | 299  | 291  | 285  | 278  | 305  | 296  | 277  | 257  |

| 1900 | 1905 | 1910 | 1921 | 1926 | 1931 | 1936 | 1946 | 1954 |
| ---- | ---- | ---- | ---- | ---- | ---- | ---- | ---- | ---- |
| 240  | 262  | 254  | 307  | 289  | 301  | 281  | 232  | 263  |

| 1962 | 1968 | 1975 | 1982 | 1990 | 1999 | 2005 | 2006 | 2010 |
| ---- | ---- | ---- | ---- | ---- | ---- | ---- | ---- | ---- |
| 204  | 175  | 170  | 181  | 192  | 211  | 231  | 231  | 245  |

| 2015 | 2020 | 2022 | - | - | - | - | - | - |
| ---- | ---- | ---- | - | - | - | - | - | - |
| 243  | 270  | 266  | - | - | - | - | - | - |

## Culture locale et patrimoine

### Lieux et monuments
- L'église Saint-Denis

L'église paroissiale, consacrée à saint Denis, a été construite en 1812 et abrite des fonts baptismaux datant de 1652.
Le campanile abriterait une cloche de Matthieu Edel datant de 1779.
- Le couvent et l'ancien pensionnat

Le couvent est habité par les sœurs de la Divine Providence de Saint-Jean-de-Bassel. Jusque dans les années 1960, les sœurs tenaient une école supérieure ménagère pour jeunes filles et dispensaient les cours d'enseignement jusqu'à la classe de 6e. De nombreuses élèves étaient originaires de Lorraine et poursuivaient leurs études en tant qu'internes au pensionnat.
- La chapelle Saint-Léger

La chapelle de Friedolsheim, à environ un kilomètre au nord du village, est un ancien lieu de pèlerinage consacré à saint Léger. La date de construction exacte n'est pas connue mais se situe sans aucun doute au début du XVIIIe siècle. Elle abritait une statue de saint Léger datant de la seconde moitié du XVIIIe siècle mais pour des raisons de sécurité, elle a été déposée dans un autre endroit et est remplacée par une statue de saint Louis de Gonzague. Elle abritait également des ex-voto du XVIIe siècle déposés au fil du temps par les pèlerins honorant saint Léger (traditionnellement invoqué contre les maladies de la vue et les convulsions) mais la majeure partie a été pillée car la chapelle fut mise à sac à la fin de la Seconde Guerre mondiale.

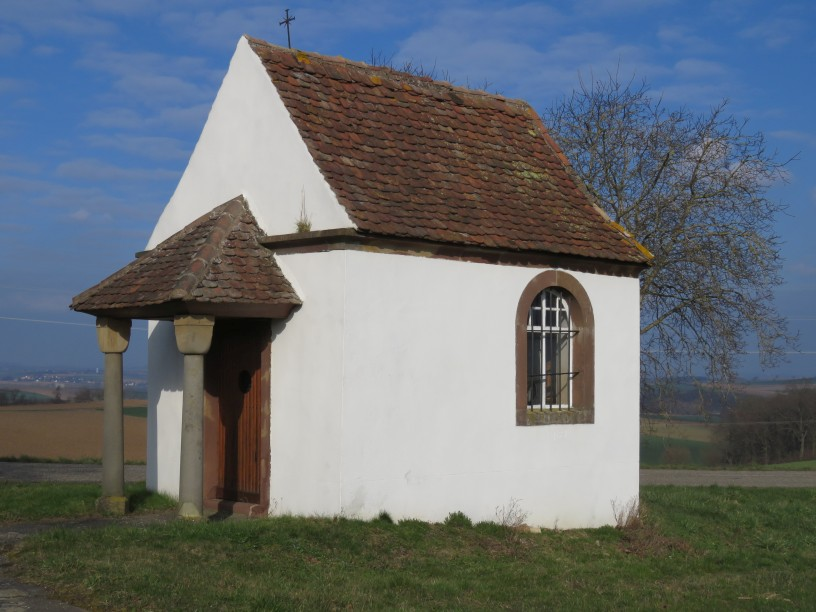
La chapelle Saint Léger.

- Les croix et bildstocks

On recense une croix latine et cinq bildstocks à Friedolsheim. Un de ces bildstocks se situe à quelques mètres de la chapelle Saint-Léger. Il a été élevé en 1700 en l'honneur du mariage du Schultheiss de Friedolsheim Hans Fritsch et il porte l'inscription : Disen Bild/stock hat/lassen auf/richten H/ans Fritsh/Schultzhe/is zu Fridol/sheim und/Magdalena/sein Hausf/raw zu der/hechste eh/ren Gottes/1700.

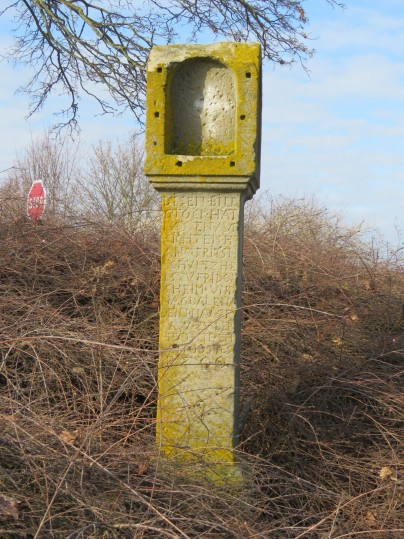
Bildstock face à la chapelle Saint-Léger.

- Autres

En haut du village, au lieu-dit Sternenberg (à une centaine de mètres de la chapelle), sur la route reliant Altenheim à Sæssolsheim, il existe un magnifique point de vue surplombant toute la vallée de la Zorn de Saverne à Hochfelden. D'après certaines sources, c'est de là que l'empereur Guillaume II observait les manœuvres militaires qui s'y déroulaient.
On peut y voir quelques anciens corps de ferme et des maisons à colombages. Les plus anciennes datent de 1628.

### Héraldique
| Blason de Friedolsheim | Blason  | Tranché de gueules et d'or. |
| Blason de Friedolsheim | Détails |                             |